# Большой собачий побег
«Большой собачий побег» (англ. Ozzy) — испано-канадский анимационный фильм режиссёров Альберто Родригеса и Начо Ла Каса. Первый мультфильм, произведённый при помощи пакета программного обеспечения Blender. Это второй совместный канадско-испанский мультфильм после "Планета 51" (США, Испания, Великобритания, Канада, 2009).

## Сюжет
Юный бигль Оззи — любимец всей семьи Мартинов, которому прощаются и сходят с лап любые прегрешения. Всё меняется в один момент, когда глава семейства получает путёвку в Японию. Они не могут взять пса с собой и оставляют его в очень дорогостоящем отеле для собак с казалось бы безупречной репутацией. Но едва хозяева выходят за порог, отель превратился в суровую собачью тюрьму строгого режима. Вскоре Оззи понимает, что единственный способ выбраться оттуда — побег.

## В ролях
- Гильермо Ромеро — Оззи
- Дани Ровира — Фронки
- Хосе Мота — Вито
- Карлос Аресес — Мистер Роббинс
- Мишель Дженнер — Паула
- Фернандо Техеро — Радар
- Хуан Фернандес — Декер
- Эльса Патаки — Мэдди
- Пабло Эспиноса[исп.] — Майк
- Селу Ниэто — Доминик

## Производство
Фильм был спродюсирован испанскими студиями Arcadia Motion Pictures, Capitan Araña и Pachacamac, а также канадской Tangent Animation. Предварительное производство было сделано в Испании, а над анимацией работали в Канаде. Прокатом мультфильма занималась The Walt Disney Company.

## Награды
Мультфильм участвовал в фестивалях и получил награды.